# Friedhof Hagsfeld

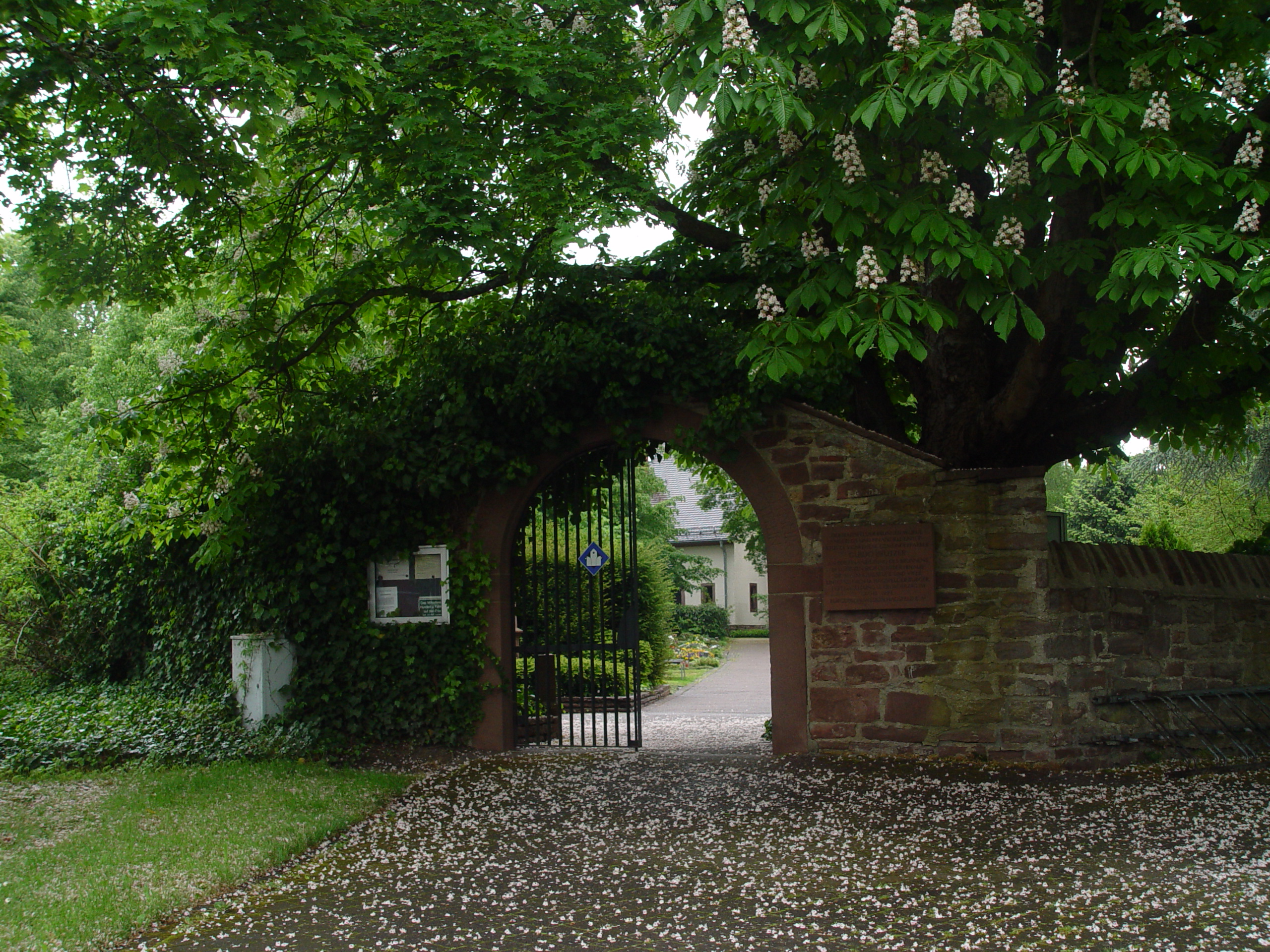
Eingangsportal des Friedhofs in Hagsfeld

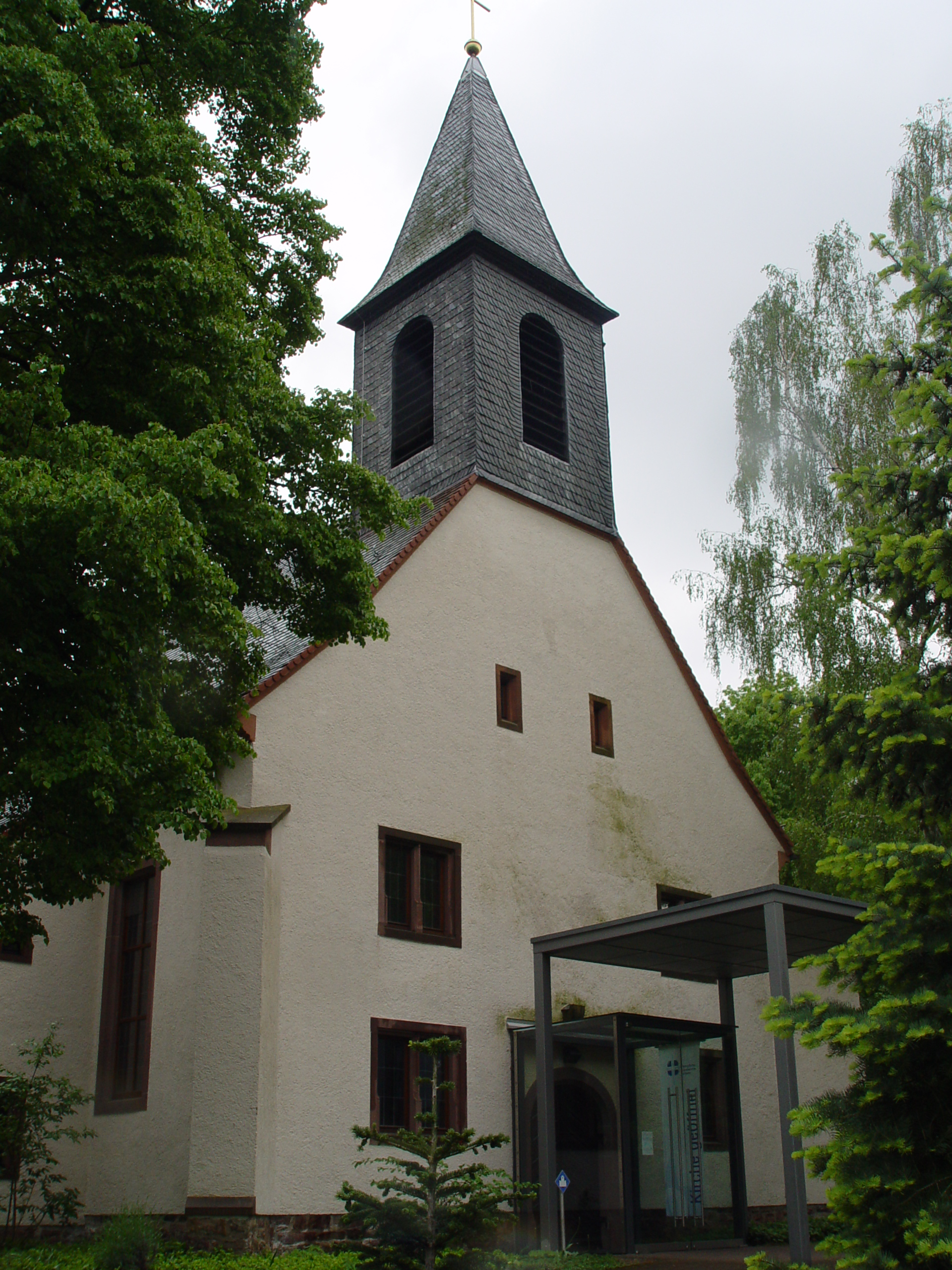
Evangelische Laurentiuskirche

Der Friedhof Hagsfeld ist eine Friedhofsanlage im östlichen Stadtteil Hagsfeld der Stadt Karlsruhe in Baden-Württemberg. Das gesamte Friedhofsgelände besitzt dabei eine Größe von etwa 1,7 Hektar und wurde im Stil eines Parkfriedhofs angelegt.

## Geschichte
Der Stadtteilfriedhof in Hagsfeld wurde erstmals urkundlich im Jahre 1499 als Teil einer Kirchengemeinde erwähnt, die im Besitz des Klosters Gottesaue war.
Auf Geheiß der Neffen von Markgraf Karl Wilhelm, Karl Wilhelm Eugen von Baden-Durlach und Karl August von Baden-Durlach wurde der Friedhof im 18. Jahrhundert mit einer Friedhofsmauer eingefriedet. Im Jahre 1829 wurde das damalige Friedhofsgelände erweitert. Der Torbogen wurde dabei versetzt und mit einer Inschrift versehen.
Über dem Eingangsportal des Friedhofs steht in Latein die biblische Inschrift aus der Johannesoffenbarung. Diese lautet:

„Selig sind die Toten, die in dem Herrn sterben von nun an.“

Im Jahre 1989 wurde eine neu errichtete Aussegnungshalle eingeweiht. Die Trauerhalle erhielt dabei Glasmalereien der Bildhauer Barbara Jäger und OMI Riesterer.

## Sankt Laurentiuskirche
Auf dem Friedhof steht die evangelische Sankt Laurentiuskirche der gleichnamigen Kirchengemeinde, die dem Heiligen Laurentius von Rom geweiht ist.